# Walter Villegas
Walter Villegas, o bien A. Walter Villegas o, por error, como Walter A. Villegas y nacido como Andrés Walter Villegas Brennan (La Plata, 30 de octubre de 1893-Buenos Aires, después de 1946) fue un abogado, doctor en jurisprudencia, sociólogo y funcionario de gobierno argentino, graduado en diplomacia, que actuó como ministro de la provincia de Córdoba desde 1944 hasta 1945 designado por el gobierno del GOU que había asumido durante la Segunda Guerra Mundial, luego de la Década Infame, e interventor federal de la misma por unos días en este último año, entre otros cargos destacados.

## Biografía

### Origen familiar y primeros años

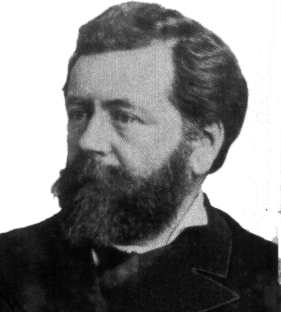
Dardo Rocha, gobernador de Buenos Aires.

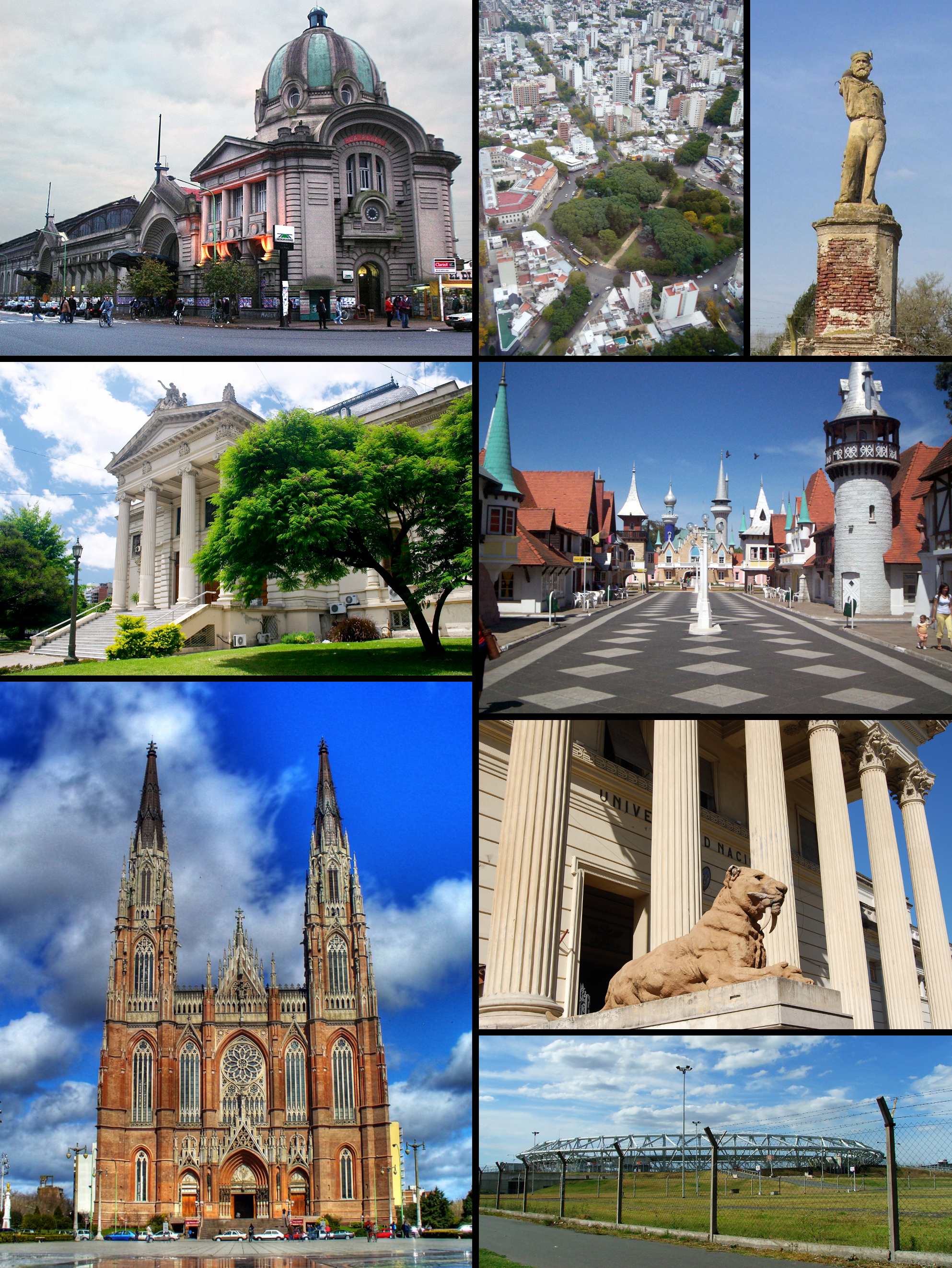
Ciudad de La Plata, fundada el 19 de noviembre de 1882 por el gobernador de Buenos Aires.

Walter Villegas Brennan había nacido el 30 de octubre de 1893 en la ciudad de La Plata, nueva capital de la provincia de Buenos Aires, en el seno de una familia patricia argentina y muy reconocida en la nueva ciudad citada como pariente de su fundador Dardo Rocha Arana quien fuera el gobernador provincial, siendo hijo del almirante Miguel Augusto Villegas Arana (n. Buenos Aires, 1864) —que era el tercero de los seis hijos del doctor Miguel Francisco de Villegas— y de Emelina Ada Brennan Duggan (n. Buenos Aires, 27 de mayo de 1866).
Esta última, su madre, era hija del funcionario ferroviario irlandés Louis Bernard Brennan O'Connor (n. Dublín del Reino Unido de Gran Bretaña e Irlanda, ca. 1825 - Buenos Aires, 7 de julio de 1907) casado el 23 de diciembre de 1851 en la iglesia de St. Andrew de Dublín con Elizabeth Duggan Kelly (Dublín, 1835 - Buenos Aires, 19 de junio de 1909) que posteriormente se radicarían alrededor de 1854 en la ciudad de Nueva York (Estados Unidos de América), adonde tuvieron cinco hijos: Louis (Nueva York, ca. 1855 - m. niño); Elina (ib. ca. 1856 - m. niña); Anne Louisa (n. ib. ca. 1858); Louis Hubert (n. ib. ca. 1860), y Charles Francis Brennan O'Connor & Duggan Kelly (ib. ca. 1862 - ib., 2 de diciembre de 1902) hasta que en 1865 se mudaran definitivamente a la ciudad de Buenos Aires (República Argentina), teniendo a los cuatro hijos restantes: Emelina Ada (madre del aquí biografiado); Isabel María (n. Buenos Aires, ca. 1868); Guillermo (n. ib., ca. 1870), y Federico José Brennan O'Connor y Duggan Kelly (Buenos Aires, 1873 - ib., 12 de junio de 1879).
El almirante Miguel Augusto Villegas y Emelina Brennan, fueron padres de seis hijos:
- Miguel Francisco Nicolás Villegas Brennan[2][5][6] (La Plata, 4 de julio de 1892 - Buenos Aires, 20 de marzo de 1952), oficial de la Armada Argentina que llegó al rango de capitán de navío. Se unió en matrimonio con Emelina Antonia Alzugaray (4 de abril de 1902 - 26 de junio de 1951) y concibieron  cuatro hijos: Emilia (n. 1929), Tarsicio Miguel (n. 1931), Marta Emelina (n. 1937) y Patricio Abelardo Villegas (n. 1939)
- Andrés Walter Villegas Brennan[2][5][6] aquí tratado.
- Emelina Villegas Brennan[2][5][6] (n. ib. ca. 1896).
- Eduardo Luis Rodolfo Villegas Brennan[2][5][6] (n. ib. ca. 1898) que se casó con Rosa Anderson, fueron padres de una sola hija llamada Rosa Emelina Villegas Anderson apodada Chichita.
- Carlos Franklin Villegas Brennan[2][5][6] (n. ib. ca. 1900) vocal de la «Caja Popular de Ahorros»[7] desde 1944-1945, que se unió en matrimonio con María Celia Godoy.
- Alfredo Guillermo Villegas Brennan[2][5][6][8] (n. ib. ca. 1902) funcionario, historiador y escritor, casado con Margarita Frogone, siendo sus padres Antonio Manuel Frogone Alvis y María Luisa Prigioni. Alfredo y Margarita tuvieron una única hija llamada María Margarita Villegas. Fue el primer director rentado del Museo Histórico de Luján ubicado en el antiguo Cabildo de la ciudad, en el período 1968 - 1969 y tiempo después, del Museo Histórico Nacional cuya sede todavía se ubica en la antigua mansión del hacendado José Gregorio de Lezama, del parque homónimo, además de haber sido archivero general de la Nación en su actual edificio. Como historiador y escritor su obra más conocida es: "San Martín en España".[9]

### Estudios académicos y contribución como editor

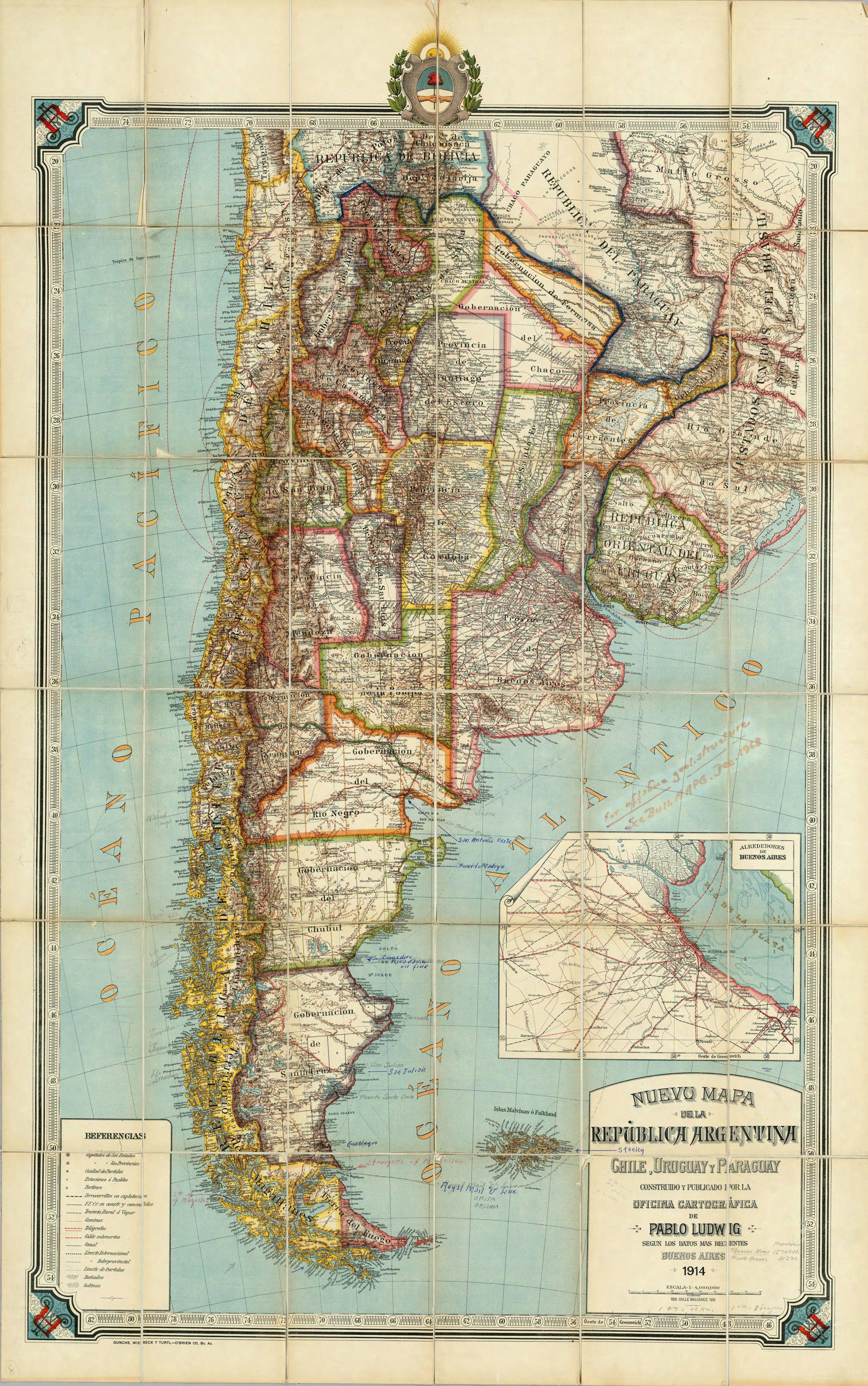
Mapa de la República Argentina (1914 - 1943).

Andrés Walter Villegas Brennan estudió en la Facultad de Ciencias Sociales hasta recibirse en 1916 y de Derecho, ambas de la Universidad de Buenos Aires, para titularse como doctor en Jurisprudencia en 1917. También se graduó en Diplomacia.
Colaboró con las ediciones de los siguientes libros de autoría de Segundo Víctor Linares Quintana: "Ciudadanía y Naturalización" (Buenos Aires, 1937), y "Expropiación por Causa de Utilidad Pública" (Buenos Aires, 1938), conjuntamente con  Rodolfo Rivarola,  Faustino J. Legón y Salvador M. Dana Montaño.

### Gestión privada, como funcionario de gobierno y diversas influencias políticas
Desde 1920 hasta 1935 Villegas Brennan fue nombrado abogado principal del departamento legal del Ferrocarril Central de Buenos Aires, adonde su abuelo Louis Bernard Brennan O'Connor había sido funcionario, siendo propiedad del empresario Teófilo Lacroze, el hijo y heredero del ya fallecido Federico Lacroze.
Fue asesor letrado de la «Comisión Nacional de Granos y Elevadores» desde 1936, también fue presidente del Colegio de Abogados de Buenos Aires y del Instituto Argentino de Estudios Legislativos entre 1943 y 1946.
Su hermano Carlos Villegas fue nombrado vocal de la «Caja Popular de Ahorros» desde el 16 de abril de 1944 hasta el 23 de marzo de 1945.
Gobernando el GOU —luego de los mandatos presidenciales de la Concordancia que asumieron con fraude electoral y cuya etapa histórica sería conocida como la Década Infame— el primo de Walter, el entonces capitán Miguel Federico Villegas era secretario de Radiodifusión —y quien recibiría en 1954 la condecoración ecuatoriana de Abdón Calderón de Primera Clase— y el entonces coronel Juan Domingo Perón que había sido secretario de Trabajo y Previsión, pasó a ocupar el cargo de vicepresidente de la Nación.
En esta etapa de la Nación Argentina, el doctor Walter Villegas se desempeñó como ministro de Gobierno, Justicia y Culto, y también como ministro de Instrucción Pública de la provincia de Córdoba desde 1944 hasta el 2 de julio de 1945, cargo que abandonaría para ocupar brevemente el de interventor federal a dicha provincia y en esta última fecha, tras la renuncia de Juan Carlos Díaz Cisneros. El día 12 de julio del mismo año le traspasaría el mando a su sucesor, el doctor Hugo Oderigo.

## Matrimonio y descendencia
Una vez concluido sus estudios universitarios, el doctor Walter Villegas se uniría en matrimonio hacia 1921, con Lila Barbosa Moyano, con quien habitó en la casa de la calle Arroyo 1.083 de la ciudad de Buenos Aires, y producto de esta unión tuvieron a dos hijos:
- Lila Villegas Barbosa[1] (Buenos Aires, ca. 1923) que se casó con el doctor Francisco Santa Coloma (n. ib., 1 de febrero de 1919), siendo sus padres Francisco y Sara Pellerano. Tuvieron tres hijos: Francisco, Gonzalo y María Cristina Santa Coloma.[19]
- Walter Villegas Barbosa[1] (ib., ca. 1926).